# Jens Otto Krag
Jens Otto Krag (Randers, 15 de septiembre de 1914 – Skiveren, 22 de junio de 1978) fue un político danés, primer ministro entre 1962 y 1968 y entre 1971 y 1972.

## Biografía
Nació en Randers el 15 de septiembre de 1914.
Miembro de los socialdemócratas daneses, ejerció de primer ministro de Dinamarca entre 1962 y 1968 y entre 1971 y 1972. Durante su segundo mandato redactó el tratado cuya ratificación adheriría a Dinamarca a la Comunidad Económica Europea en 1973.
Falleció en Skiveren el 22 de junio de 1978.